# Río Kymi
El río Kymi o Kymijoki (en finés: Kymijoki; en sueco: Kymmene älv) es un importante río del sureste de Finlandia.  Comienza como emisario del gran lago Päijänne, y fluye a través de las regiones de Päijänne Tavastia, Uusimaa y Kymenlaakso y descarga en el golfo de Finlandia.  El río pasa por las ciudades de Heinola y Kouvola y la ciudad de Kotka se encuentra en la proximidad inmediata del delta del río. El Kymijoki cuenta con 5 bocas: a unos 15 km de la costa, cerca de los rápidos Kultaankoski, el río se divide en dos ramales principales: el ramal oriental  se divide en los ramales  Korkeakoski (una boca) y Koivukoski, que a su vez se divide de nuevo en dos, Langinkoski y Huumanhaara; el ramal  occidental se divide en los ramales Ahvenkoski y Klåsarö, ambos con una sola boca.
Siendo uno de los ríos más grandes en el sur de Finlandia, el Kymi es una fuente importante de energía hidroeléctrica.  La ciudad de Kotka, y las ciudades de Kuusankoski, Myllykoski e Inkeroinen, que se encuentran a lo largo del río, son los principales centros de la industria papelera.  Antiguamente, el río era muy utilizado para el transporte flotante de madera.
El ramal más occidental del río, Ahvenkoski, sirvió de frontera entre Suecia y Rusia desde 1743 hasta 1809.  Las partes de Finlandia oriental del río fueron llamados más tarde Finlandia Antigua, que se incorporó en el Gran Ducado de Finlandia en 1812.

## Centrales hidroeléctricas y rápidos
En el río Kymi hay construidas 12 centrales hidroeléctricas y varios embalses para regular el nivel del agua.  La primera central es de 1882.  El canal y la presa de Kalkkinen se utiliza para regular el nivel del agua en el lago Päijänne.  La presa Hirvivuolle regula el flujo de agua entre los ramales oriental y occidental. La presa Paaskoski, que se encuentra cerca de Tammijärvi, regula el flujo en el ramal Klåsarö y la presa Strömfors regula el nivel de agua en el área industrial de Strömfors.
Las presas y zonas de rápidos son las siguientes:
- En el curso superior y medio::

- rápidos Kalkkistenkoski y presa de regulación (Asikkala)
- rápidos Jyrängönkoski (Heinola)
- Vuolenkoski, planta hidroeléctrica (Iitti)
- Mankala, planta hidroeléctrica (Iitti)
- Voikkaa, planta hidroeléctrica (Kouvola)
- rápidos Pessankoski (Kouvola)
- rápidos Lappakoski (Kouvola)
- Kuusankoski, planta hidroeléctrica (Kouvola)
- Keltti, planta hidroeléctrica (Kouvola)
- Myllykoski, planta hidroeléctrica (Kouvola)
- Anjalankoski (Ankkapurha), planta hidroeléctrica (Kouvola)
- rápidos Piirteenkoski (Kouvola)
- rápidos Susikoski (en el límite de  Kotka)
- áreas de rápidos Ahvionkoskia, elevación de 1,9 m (en el límite de  Kouvola y Kotka)
- rápidos Kultaankosket, elevation 1,5 m (en el límite de  Kouvola y Kotka)

- en el rama occidental:
- Hirvivuolle, presa de regulación, construida en  1933 (Pyhtää)
- rápidos Hirvikoski (Pyhtää)
- Paaskoski, presa de regulación, construida en 1933 (en el límite de Pyhtää y Loviisa)
- Klåsarö (Loosarinkoski), planta hidroeléctrica (Pyhtää)
- Ediskoski, hydroelectric plant (Pyhtää)
- Strömfors, presa de regulación, construida en 1965 (Loviisa)
- Ahvenkoski, planta hidroeléctrica (en el límite de Pyhtää y Loviisa)

- en el rama oriental:
- área de rápidos Pernoonkosket, elevación de 5 m (Kotka)
- rápidos Laajakoski (cleared away, Kotka)
- Koivukoski, planta hidroeléctrica y presa de regulación (ramal Koivukoski, Kotka)
- rápidos Siikakoski (ramal Koivukoski, Kotka)
- rápidos Kokonkoski (ramal Koivukoski, Kotka)
- rápidos Langinkoski (ramal Langinkoski, Kotka)
- rápidos Hinttulankoski (ramal Huumanhaara, Kotka)
- Korkeakoski, planta hidroeléctrica (ramal Korkeakoski, Kotka)